# H.Nagasandra, Gauribidanur
H.Nagasandra là một làng thuộc tehsil Gauribidanur, huyện Kolar, bang Karnataka, Ấn Độ.